# Lake Hartwell
Lake Hartwell (auch Hartwell Lake) ist ein Stausee in Georgia und South Carolina. Der Tugaloo River und der Seneca River münden in ihn. Der Savannah River bildet den Abfluss des Stausees.
Der Stausee wird durch den Hartwell Dam aufgestaut, etwa 11 km unterhalb der Stelle, an welcher sich ursprünglich die beiden Zuflüsse zum Savannah River vereinigten.
Lake Hartwell reicht bei normalem Wasserstand 79 km den Tugaloo River sowie 72 km den Seneca River hinauf.
Er erreicht dabei eine Fläche von 230 km².
Die Uferlinie beträgt 1548 km.
Das gesamte Hartwell Project umfasst eine Wasser- und Landfläche von 309 km².
Die Autobahn I-85 überquert den Stausee und macht ihn somit leichter für Besucher erreichbar.
Die Universitätsstadt Clemson mit der namensgebenden Clemson University liegen am Lake Hartwell. Der Ort und die Universität sind von mehreren Deichen umgeben, da sie teilweise tiefer liegen als der angrenzende Stausee.

## Geschichte
Der Flood Control Act vom 17. Mai 1950 ermöglichte den Bau des Hartwell Dam und dessen zugehörigen Stausee als zweite Stufe der wasserbaulichen Entwicklung des Savannah River-Einzugsgebiets.
Die geschätzten Kosten betrugen 68,4 Millionen US-Dollar und basierten auf den Preisen im Jahr 1948 und Vorplanungen.
Der Stausee Lake Hartwell wurde nach einer historischen Person der Amerikanischen Revolution, Nancy Hart, benannt.

## Fauna
Lake Hartwell und sein Ufer sind Lebensraum für eine Vielzahl von Tieren, darunter Biber, Waschbären und Opossums. In den Feuchtgebieten am Stausee kann man Grünreiher und Gürtelfischer beobachten.